# David Wolf: Secret Agent
David Wolf: Secret Agent est un jeu vidéo d’action développé par et publié par Dynamix en 1989 sur IBM PC. Le joueur y incarne un agent secret devant reprendre du service à la suite de la disparition d’un bombardier ultrasophistiqué. Au cours de son enquête, il apprend la disparition d’une jeune scientifique puis qu’une importante organisation criminelle se cache derrière ces disparitions. Le jeu est composé de différentes phases d’action, entrecoupé de roman photo qui informe le joueur du scénario. Dans la première phase d’action, le joueur pilote un deltaplane et doit éviter les collisions tout en échappant à quatre poursuivants.  La deuxième met le joueur au volant d’une voiture de sport lors d’une course-poursuite. Après avoir retrouvé le prototype, le joueur doit finalement le piloter afin de s’enfuir,,,.

## Accueil
| David Wolf: Secret Agent |      |       |
| Média                    | Nat. | Notes |
| Dragon Magazine          | US   | 3/5   |
| Gen4                     | FR   | 94 %  |
| Joystick                 | FR   | 84 %  |